# Chauncey (Ohio)
Pour les articles homonymes, voir Chauncey.
Chauncey est un village américain situé dans le comté d'Athens, dans l’Ohio. Selon le recensement de 2020, sa population est de 1 049 habitants.